# I Am Alive
I Am Alive es un videojuego de acción desarrollado por Ubisoft Shanghai y publicado por Ubisoft. El juego fue previsto para el estreno en las consolas PlayStation 3, Xbox 360 en el 2010, pero se retrasó hasta 2012. El juego tiene lugar en Chicago después de que un terremoto de mayor-escala destruyó la ciudad y separó del continente, mientras que el resto del mundo sufre de una crisis de agua y comida.

## Modo de Juego
El jugador controla a Adam en una perspectiva de tercera persona combinada con una cámara en primera persona, por ejemplo, al apuntar. El jugador puede usar varias tácticas para permanecer a salvo, incluyendo el uso de un arma vacía para amenazar a los enemigos, buscando comida y agua alrededor de la ciudad. También se pueden utilizar armas como una pistola, una escopeta, un machete y un arco.

## Desarrollo
El juego primeramente fue un rumor para el desarrollo en julio de 2008, cuando fue dicho que la productora de Assassin's Creed, Jade Raymond, estuvo trabajando en el nuevo juego. El juego fue después anunciado en el E3 2008, a lo largo con un tráiler. El juego fue revelado después que Raymound no estuvo trabajando en el juego. El desarrollo del juego experimentó varios retrasos hasta que fue confirmado que los desarrolladores originales, Darkworks, quiso no trabajar en cualquier lugar debido a una "decisión mutua" y que el estudio tuvo otras obligaciones, y que el juego quiso insistir finalizando en el estudio de Ubisoft Shanghai. En agosto del 2009, varios screenshots de una antigua versión del juego fueron lanzados en Internet. En el E3 2010 Ubisoft estrenó el segundo tráiler de I Am Alive: el tráiler mostró muchos metrajes de la ciudad de Chicago siendo destruida por el terremoto, su repercusión en los suministros, la población pelándose unos con otros y unos pocos vehículos restantes. En el final del tráiler se proyecta un mensaje exponiendo que el juego sería estrenado en la primavera del 2011. Finalmente, tras sufrir varios retrasos el juego terminó por salir el 4 de abril de 2012.

## Información del juego
I Am Alive es un videojuego de acción y supervivencia de la compañía Ubisoft desarrollado para las plataformas Xbox 360, PlayStation 3 y posteriormente para Microsoft Windows. El videojuego tiene lugar en Chicago después de un terremoto a gran escala y cuenta la historia de un hombre llamado Adam. El juego se centra en el carácter de la interacción y la solución de los problemas, nos propone sobrevivir en una ciudad devastada donde escasean los recursos básicos. También desafía a los jugadores a que "las decisiones cambian la vida". Fue anunciado en la conferencia del E3 de Ubisoft.
El primer tráiler muestra el desastre ya finalizado, donde Adam parece estar en un tribunal, a juzgar por la estatua de la justicia. En la escena él está siendo perseguido por 3 hombres diciendo "Sabes lo que queremos". Adam, en respuesta, lanza una botella con agua; éstos corren por ella provocando que el suelo, de cristal, se rompa. El tráiler a continuación vuelve 6 días atrás con la ciudad de Chicago aún intacto y Adam caminando por la calle con un café. Se detiene para hacer una llamada por teléfono, a continuación es víctima de un terremoto que produce una gran nube de polvo.
El tráiler muestra un anuncio con el contenido del sitio web www.ruaumoko.com, en referencia a Ruaumoko, un dios maorí cuyos movimientos causan los terremotos. Una nueva referencia en el tráiler puede ser la taza de café, escena de la película Niños del hombre. El paisaje en el tráiler también puede ser comparado con Cloverfield, "Book of Eli" y Soy leyenda.